# Nathan Lovejoy
Nathan Lovejoy (Launceston, Tasmania , 1981. december 2. –) ausztrál színész.
Legismertebb alakítása Swift Igazgató 2019-től futó Gabby Duran galaktikus kalandjai című sorozatban.
A fentiek mellett a Sammy J & Randy in Ricketts Lane című sorozatban is szerepelt.

## Pályafutása
Legismertebb alakítása Swift Igazgató a Disney Channel Gabby Duran galaktikus kalandjai című sorozatban és Borkman a Sammy J & Randy in Ricketts Lane című sorozatban. Szerepelt a The Mystery of a Hansom Cab című filmben. Az ABC The Code című sorozatában is szerepelt.

## Élete
Lovejoy Launcestonban született. A Vermonti Középiskolában járt. Diplomáját az Országos Drámaművészeti Intézetben szerezte.

## Filmográfia

### Filmek
| Év   | Magyar cím | Eredeti cím                 | Szerep          | Magyar hang |
| ---- | ---------- | --------------------------- | --------------- | ----------- |
| 2017 |            | Becoming Bond               | Chook Warner    |             |
| 2016 |            | Bombshell                   | Martini Gotje   |             |
| 2012 |            | The Mystery of a Hansom Cab | Felix Rolleston |             |

### Televíziós szerepek
| Év        | Magyar cím                       | Eredeti cím                      | Szerep                 | Megjegyzések                              |
| --------- | -------------------------------- | -------------------------------- | ---------------------- | ----------------------------------------- |
| 2019–     | Gabby Duran galaktikus kalandjai | Gabby Duran & the Unsittables    | Swift Igazgató         | főszereplő magyar hangja Galbenisz Tomasz |
| 2018      |                                  | The Good Place                   | Gel Mibson             | 1 epizód                                  |
| 2018      |                                  | True Story with Hamish & Andy    | Scott                  | 1 epizód                                  |
| 2016      |                                  | Deep Water                       | Maestri                | 1 epizód                                  |
| 2016      |                                  | Here Come the Habibs!            | Bobby Peeker           | 1 epizód                                  |
| 2016      |                                  | The Code                         | Will Sharp             | mellékszereplő                            |
| 2015      |                                  | Sammy J & Randy in Ricketts Lane | Borkman                | főszereplő                                |
| 2015      |                                  | The Kettering Incident           | Tim Edwards            | 2 epizód                                  |
| 2014      |                                  | This is Littleton                | különféle karakterek   | 4 epizód                                  |
| 2011      |                                  | At Home With Julia               | Ékszerbolt tulajdonosa | 1 epizód                                  |
| 2011      |                                  | My Place                         | Chaplain               | 1 epizód                                  |
| 2011      |                                  | Laid                             | férfi                  | 1 epizód                                  |
| 2010      |                                  | Review with Myles Barlow         | Don                    | 1 epizód                                  |
| 2010      | The Pacific – A hős alakulat     | The Pacific                      | Crease őrmester        | 1 epizód                                  |
| 2005–2006 |                                  | headLand                         | Pete Coleman           | 5 epizód                                  |